# Eduard Oscar Schmidt
Pour les articles homonymes, voir Schmidt.
Ne pas confondre avec la Oscar Schmidt (1958-), basketteur brésilien.
Eduard Oscar (ou Oskar) Schmidt, ou Oscar Schmidt, est un naturaliste prussien, né le 21 février 1823 à Torgau et mort le 17 janvier 1886 à Kappelrodeck.

## Biographie
Eduard Oscar Schmidt est professeur à Iéna (Allemagne) mais aussi à Strasbourg, à Cracovie (Pologne) et à Graz (Autriche). Il est notamment l’auteur de :
- Lehrbuch der Zoologie (W. Braumüller, Vienne, 1854).
- Éponges de la mer Adriatique (1862-1866).
- Descendance et darwinisme (Germer Baillière, Paris, 1874, réédité en 1876, en 1880, en 1885). Edition de 1876 disponible en ligne sur LillOnum
- Handbuch der vergleichenden Anatomie, Leitfaden bei zoologischen und zootomischen Vorlesungen (H. Dufft, Iéna, 1876).
- Die naturwissenschaftlichen Grundlagen der Philosophie des Unbewussten (F.A. Brockhaus, Leipzig, 1877). Traduit de l'allemand par Jules Soury sous le titre Les Sciences naturelles et la philosophie de l'inconscient , Paris, Éd. Germer Baillière, coll. «Bibliothèque de philosophie contemporaine», 1879.
- Les vers, les mollusques, les échinodermes, les zoophytes, les protozoaires et les animaux des grandes profondeurs (G. Baillière, Paris, 1884).
- Les mammifères dans leurs rapports avec leurs ancêtres géologiques (édition française très augmentée par l'auteur, Félix Alcan, Paris, coll. «Bibliothèque scientifique internationale», 1887).
- Science and socialism dans le magazine Popular Science Monthly (Vol. XIV, Novembre 1878 à avril 1879).